# Bambaras
Pour les articles homonymes, voir Bambara (homonymie).
Cet article concerne le peuple bambara. Pour la langue bambara, voir Bambara.
Les Bambaras (bambara : Bamanan ; pluriel, Bamananw, Bamana ou Banmana) sont une ethnie d'Afrique de l'Ouest faisant partie du groupe mandingue, établis principalement dans le Sud de l'actuel Mali, dans la région de Ségou et Koulikoro au Burkina Faso, au sud et à l’ouest,
au Sénégal (à l'est) en Côte d’Ivoire (au nord). De la fin du XVIIe siècle au milieu du XIXe siècle existaient le royaume bambara de Ségou et le royaume bambara du Kaarta. Les Bambaras parlent le bambara, une des langues mandingues.

## Ethnonymie
Selon les sources, on observe plusieurs variantes : Bamanankan, Bamananke, Bamanan, Bamana, Bambaras, Banmanan, Banmana, Banmani.
Dans un article intitulé « À chacun son Bambara », Jean Bazin montre qu'au fil de l'histoire – notamment coloniale – le mot « bambara », très utilisé, n'a cessé de désigner des réalités imprécises et fluctuantes, tantôt flatteuses, tantôt méprisantes, imaginées ou manipulées. À partir de l'exemple du Bambara, ce texte fondateur illustre la démarche de « déconstruction de l'ethnie », un courant significatif de l'anthropologie contemporaine.
Pour Jean-Paul Colleyn, « l'appellation Bamana (ou Bambara) désigne d'une part, une langue (bamana kan), les populations de l'actuel Mali non converties à l'Islam, les deux ensembles ne coïncidant pas forcément. »

## Implantation géographique
Principalement implantés au Mali, les Bambaras sont aussi présents en Gambie, et au Sénégal.
Au Mali, où ils constituent le groupe ethnique le plus important, ils sont surtout présents dans le Centre Est à l'Ouest du pays, entre Ségou et Niono (delta central nigérien), dans le Bélédougou (cercle de Kolokani) au nord de Bamako, dans le Kaarta, entre Kita, Nioro et Koulikoro, ainsi que dans la région de Sikasso.
Ils sont séparés en plusieurs sous-groupes :
- les bambara de Segou ;
- les bambara du Kaarta ;
- les bambaras du Bélédougou ;
- les bambara du Jitumu (ville de Ouéléssébougou).

Selon le recensement de 1988 au Sénégal, les Bambaras étaient au nombre de 91 071, sur une population totale estimée à 6 773 417 habitants, soit 1,34 %. La plupart sont installés dans le Sud et dans l'Est du pays.

## Histoire
Les Banmana ou Bambaras sont originaires du Mandé. Ils auraient quitté cette région pour échapper à la domination des Malinkés, à l'époque de l'empire du Mali. D'où leur nom qui signifie « ceux qui ont refusé de se soumettre » (de ban = « refus » et mana = « maître »). D'autre traduisent cette étymologie par « ceux qui ont refusé de se soumettre (à l'islam) ». Ils iront vivre au Ouassoulou, entre Sikasso et la Côte d’Ivoire, au Do et Kri (actuel Ségou), au Kaniaga (actuel ;  Bélédougou), au Diangounté,  Oussoubidjadja, etc.).
Au XIXe siècle, les royaumes bambaras du Kaarta et de Ségou, créés  par les deux frères Niangolo et Baramangolo, de patronyme , qui, selon la légende, seraient originaires du nord de l’actuel Côte d’Ivoire. Les frères Niangolo et Baramangolo  venus de (Côte d'Ivoire) et poursuivis par des assaillants atteignent le fleuve Niger mais ne trouvent pas de pirogues pour le traverser. Ils réussiront néanmoins à le franchir grâce à un poisson, un silure, qui, selon les versions, se serait métamorphosé en pont ou les auraient transportés sur son dos. De cet épisode, les deux frères prendront le nom de bamba, Kulun-Bali signifiant en bambara « Sans Pirogue » (Kulun = « Pirogue », Bali = « Sans », Négation). Après la chute de l'Empire songhaï, résistent à l'empire peul du Macina, puis temporairement au Toucouleur el Hadj Oumar Tall, qui souhaite convertir les animistes à l'islam. La résistance acharnée des Bambaras contre el Hadj Oumar fut telle que celui-ci n'a jamais pu créer un État stable. Ils sont aujourd’hui majoritairement musulmans, il y a quelques petits groupes chrétiens. Les autres continuent de pratiquer la religion traditionnelle. De nombreux rites et traditions du passé sont présents aujourd’hui dans leur culture, qu'ils soient musulmans ou autres.

## Langue
La langue des Bambaras est le bambara, une langue mandingue qui appartient à la branche mandée des langues nigéro-congolaises. Le bambara est devenue la langue principale au Mali. Elle fait figure de langue véhiculaire principalement dans le sud du pays, même si le français est la langue officielle.

## Culture

### Littérature orale et écrite
Le fait de n’avoir longtemps pas recouru à l'écriture ne prive pas pour autant l’Afrique d’avoir un passé et des connaissances. Ces connaissances se transmettent par la tradition orale, c’est-à-dire « L’ensemble de tous les types de témoignages transmis verbalement par un peuple sur son passé[réf. nécessaire] ». Mais, « En Afrique, tout est Histoire. La grande Histoire de la vie comporte des sections qui seront, par exemple, l’Histoire des terres et des eaux (la géographie), l’Histoire des végétaux (la botanique et la pharmacopée), l’Histoire des fils du sein de la terre (la minéralogie), l’Histoire des astres (astronomie, astrologie), l’Histoire des eaux, etc.[réf. nécessaire] ». La tradition orale représente donc tout un corpus de savoirs qui se transmet de génération en génération et qui a pour fonction d’expliquer le monde, l’histoire, les rites, la nature environnante, l’organisation sociale, les techniques, les relations humaines.
L'importance de la tradition orale est soulignée par de grands penseurs africains comme Amadou Hampâté Bâ : « Dès l’instant où un être est doué du verbe, quel que soit son degré d’évolution, il compte dans la classe des grands privilégiés, car le verbe est le don le plus merveilleux que Dieu ait fait à sa créature. Le verbe est un attribut divin, aussi éternel que Dieu lui-même. C’est par la puissance du verbe que tout a été créé. En donnant à l’homme le verbe, Dieu lui a délégué une part de sa puissance créatrice. C’est par la puissance du verbe que l’homme, lui aussi, crée. » (Amadou Hampâté Bâ).
Le Komodibi, chantre de la société d’initiation du Komo, définit les possibilités de la parole : « La parole est tout. Elle coupe, écorche. Elle modèle, module. Elle perturbe, rend fou. Elle guérit ou tue net. Elle amplifie, abaisse selon sa charge. Elle excite ou calme les âmes… ».
La littérature orale comprend de nombreux genres : le conte et la fable, le mythe, l’épopée et les généalogies, les proverbes, devinettes et énigmes, les chants. L'épopée de tradition orale est représentée notamment par des épopées historico-légendaires comme l'épopée bambara de Ségou, mas aussi par des épopées mythologiques influencées par les récits de chasse, comme Donso Nciba du Malien Amari Diarra.
Le théâtre bambara traditionnel est le kotéba.
De nombreux genres transmis au départ par la tradition orale sont désormais diffusés à la fois par les vecteurs oraux traditionnels mais aussi par le biais de supports écrits et de médias comme la radio, la télévision, la téléphonie et Internet.

### Arts
Les arts traditionnels bambara sont particulièrement connus pour les masques très stylisés et souvent composites qui ont une célébrité mondiale : leur présence est remarquée dans les grands musées d'art en Afrique et ailleurs.

Les célèbres masques Tyiwara (ou Ciwara, figurations animalières servant de cimier au masque lui-même), les masques animaliers de la société du korè ou ceux de la société du komo et les sculptures (figures humaines) constituent la partie la mieux connue des arts bamana (bambara), qui sont créés au sein de traditions, dont les rites de l'initiation, et participent de la danse et de la musique, auxquels tous les arts sont associés au cours des fêtes et des rituels.
Les arts bambara n'ont cessé de se transformer au cours du temps, et en particulier dans la seconde moitié du XXe siècle et au XXIe siècle, non seulement dans les arts visuels mais aussi dans le domaine musical : la musique actuelle au Mali compte ainsi des chanteurs en langue bambara, dont, il y a quelques années, Ali Farka Touré et la reprise de son Bèrèbèrè (« s'entr'aider ») par Idrissa Soumaoro.

### Habillement
L'homme bambara s'habille, traditionnellement, en boubou, où des dessins sont brodés, qu'il porte par-dessus une courte tunique. Le pantalon est bouffant. Les Bambaras portent un bonnet en forme de gueule de crocodile, le bamaba deh. C'est un bonnet ouvert sur les côtés, que les Malinkés portent également. Le chapeau de paille de forme conique, le gaban, est aussi porté par les Bambaras.
La coiffure traditionnelle de l'homme bambara est une coiffure en cimier du front à la nuque, avec deux tresses latérales descendant sur les côtés du visage et que l'on attache sous le menton. Les hommes ont parfois un anneau d'or à l'oreille.
La femme bambara porte le pagne, souvent ouvert sur les côtés, avec le boubou. Les coiffures des femmes sont variées, mais en général, comme les hommes, elles portent le cimier, ainsi que deux nattes de chaque côté de la tête. Elles se percent le nez pour y ajouter un anneau d'or, d'argent ou de cuivre. Aux oreilles se trouvent de grosses boucles d'or, au cou, de nombreux colliers, ainsi que de nombreux bracelets aux poignets et aux chevilles.
Les Bambaras pratiquent la scarification du visage et du corps. Hommes comme femmes se font faire trois balafres de chaque côté des joues. Dans les temps reculés, les Bambaras pratiquaient parfois la déformation du crâne.
Au fil des contacts avec différentes cultures, l'habillement bambara intègre des apports divers. De nos jours, les vêtements à l'européenne ou à l'américaine côtoient les vêtements traditionnels.

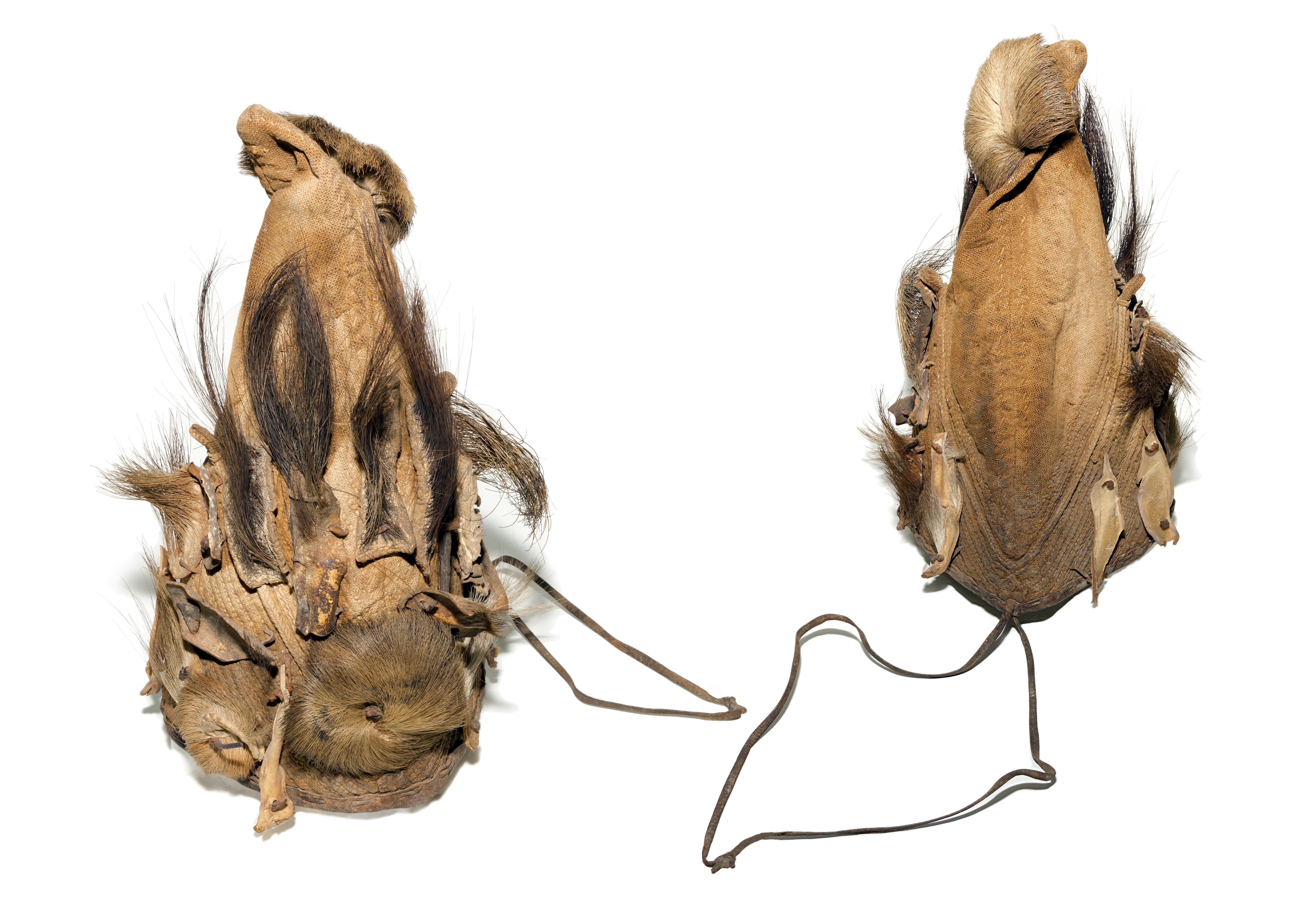
Bonnet initiatique bambara (coll. MHNT).

### Rayonnement culturel
Les Bambaras ont influencé beaucoup d'ethnies culturellement, les Khassonkés, Dyula et Malinkés. Les Sénoufos ont beaucoup de points communs avec les Bambara qui serait sûrement le même  peuple ayant migré plus tôt. Les Peuls du Ouassoulou ont complètement été absorbés par les Bambaras.

### Patronymes
Des patronymes sont très communs chez les Bambaras :  Traoré,Bamba, Diarra, Konaré, Coulibaly, Koné, Samaké,Dembélé notamment. On y comptent plus de 42 noms de famille Bambaras.

## Religions
Au début du XXIe siècle, les Bambaras sont majoritairement musulmans. Le sunnisme prédomine. Mais la religion traditionnelle est également présente et cohabite souvent avec l'islam. De ce fait, la plupart des Bambaras suivent entièrement ou partiellement les rites traditionnels, tel que le culte des ancêtres.

### Religion et spiritualité traditionnelles

#### Une religion où le sacré est omniprésent
Dans la pensée bambara, le sacré est omniprésent. Dans tous les aspects de la vie quotidienne, il n’y a pas ou peu de place pour une vie profane. En fait, pour le Bambara, il n’y a pas de séparation entre le sacré d’un côté et le profane de l’autre. Tout est lié, tout met en jeu les forces de la vie qui sont les multiples aspects du dieu créateur.
La conception religieuse traditionnelle bambara est difficile à définir. Dans la religion bambara, la présence du divin en chaque élément de la création, le totémisme, le (culte des ancêtres), font partie des aspects de la religion traditionnelle bambara.

#### Le Dieu créateur
Pour les Bambara, comme dans la plupart des traditions spirituelles d’Afrique noire, il existe un seul et unique Être Suprême, que les Bambaras appellent : "Maa Ngala" (litt. maître de tout) l'éternel, créateur de tout ce qui existe, demeure dans le ciel et échappe à l’intelligence humaine. À la différence des religions révélées, dans la tradition bambara, le rapport de l’homme avec Dieu ne s’établit pas directement. Dieu est généralement considéré comme trop éloigné de par son essence divine supérieure, des hommes, pour que l’on puisse lui vouer un culte direct. De toute façon, ce Dieu créateur insaisissable s’est retiré de la gestion de sa création. C’est à des forces intermédiaires, les ancêtres, ou « âmes-forces », et les divers esprits, que le Dieu créateur a « délégué » la gestion du monde, et c'est à ses intermédiaires que l'homme adresse des prières, pour qu'ils puissent bénéficier de leurs aides.

#### Les forces intermédiaires
Les hommes passent donc par ces intermédiaires pour obtenir protection. Il convient de savoir se les concilier grâce aux prières, pratiques magiques, aux rituels, offrandes, au respect des interdits et aux sacrifices. Les agents de l’Être Suprême se répartissent en deux grands groupes complémentaires : l’un est public (ancêtres, et esprits Djin en Islam), l’autre (grands ancêtres révélés par le divin). Également pour la religion traditionnelle africaine, en plus du rôle des intermédiaires, l'être suprême a tout mis en place dans la création pour que l'homme puisse subvenir à ses besoins. 
Les djinns ou génies (en Bambara Jiné) sont des êtres invisibles cohabitant ou non avec les humains. Bien que très puissants, les génies peuvent obéir aux hommes. On les invoque par des formules spéciales héritées des ancêtres. Ceux-ci ont conclu avec eux des pactes très précis transmis à leur descendance. À certains individus est même dévolue la possibilité de communiquer avec ces génies par un don naturel ou une longue initiation.
Les ancêtres occupent aussi une place importante parmi ces agents intermédiaires entre le divin et l’homme dans les croyances traditionnelles. Ils ont dicté à la communauté les règles qu'elle doit suivre pour bien fonctionner. Pour tout Mandingue traditionnel, ils sont les intermédiaires les plus efficaces et les plus proches. Les plus efficaces, car leur appartenance  au monde de l'invisible, domaine de dieu, des forces et des génies, leur permet d’intercéder auprès des autres forces intermédiaires. Ils atteignent le grade d'ancêtres parce qu’ils sont dans la grâce de Dieu. Ils agissent par leur puissance personnelle mais également par l’intermédiaire des " Boli" (en bambara Relique) et des "jiné"  qu’ils honoraient lorsqu’ils étaient en vie. Les plus proches, car les ancêtres (en particulier les fondateurs du village ou du clan), ont un lien secret avec leurs descendants. En milieu bambara, il n'y a pas de rupture  entre les vivants et les morts. Les ancêtres  sont réellement présents dans le village, membres à part entière de la communauté. C’est par leur intermédiaire que les générations actuelles se rattachent à la source de toute vie. Les mânes des ancêtres, "fàsu" (littéralement en bambara  dépouille du père) n'ont pas pour but de nuire aux vivants mais tout au contraire d'assurer aux vivants le déroulement optimal de leur vie  et leurs activités. En particulier, ils peuvent, à l'appel des vivants, les aider  à vaincre les difficultés. Ils pourront en cas de maladie indiquer aux devins et aux médecins traditionnels, les moyens et outils de la guérison. 
Dans la spiritualité bambara, le divin présente des aspects multiples, chaque aspect étant bien déterminé, (hypostase). Les cérémonies de prières rendues en rapport aux multiples aspects du divin, et à ses hypostases, ont pour but d’assurer la fécondité humaine, de garantir la fertilité des champs, d’apaiser les conflits, de réprimer les atteintes aux usages établis, de maintenir les luttes d’influence dans les limites acceptables.
L'initiation est une obligation pour devenir un Komotigui, titre donné à ceux et celles qui ont atteint parmi les plus hauts niveaux dans la sphère religieuse, donc dans la connaissance spirituelle. Le "Do", le "Nama", le "Komo", sont à l’origine des diverses confréries traditionnelles secrètes. Ces sociétés secrètes transmettent ces savoirs occultes à travers un enseignement s’étalant sur une longue période (sept fois sept ans par exemple pour le Komo, puis un nouveau cycle du même nombre d'années). Une vie entière n'est pas suffisante pour avoir terminé entièrement l'initiation. 

#### La vie religieuse
On pourrait simplement la définir comme la présence du sacré en toutes choses. À la différence des religions révélées, le sacré n’est pas limité à Dieu et aux  Hommes. Une âme est présente en toute chose : animaux, végétaux, astres, montagnes, grottes, certains minéraux, etc.
Dans le monde, tous les êtres vivants ou inertes, ainsi que les forces intermédiaires sont liées, interdépendantes et en interaction selon un ordre auquel il ne faut en aucune manière porter atteinte. L’homme, partie intégrante de ce monde, est donc plongé dans un univers  constitué d'une pluralité de réseaux de forces et d'énergies. Ces forces ne sont pas en elles-mêmes « bonnes » ou « mauvaises » mais tout dépend de l'usage qui en est fait et de qui les met en action.
Pour maintenir l’équilibre entre ces forces, il faut respecter les interdits, les obligations sacrificielles régissent ses rapports avec les forces ambivalentes pouvant s’avérer bénéfiques ou dangereuses. Toutes ces recommandations  ne sont pas là pour gêner la vie quotidienne mais tout au contraire pour permettre son bon déroulement en protégeant  l'ordre du monde. L'existence de l’Homme oscille donc entre  deux pôles : l'harmonie et le désordre.
Il ne faut pas cependant penser que l’attitude religieuse mandingue ne soit faite que de crainte, de piété et de soumission. Sa vie religieuse consiste à avoir une attitude active permettant d’influencer le cours des choses en maintenant ou en rétablissant l’équilibre avec les « âmes-forces ». Pour les Mandingues, l'homme n'est pas le jouet du destin ou du hasard car il a toujours le choix entre le bien et le mal. C'est sa responsabilité d'accorder aux ancêtres et aux esprits ce qui leur est dû, plus particulièrement à travers le respect des interdits, des lois et des offrandes. De même, lors des pratiques « magico-religieuses », l’invocation des « âmes-forces », si elle est réalisée par de « mauvaises personnes », peut entraîner maladie, souffrance et destruction. Par contre, le même pouvoir, manipulé par le guérisseur, aura un effet bienfaiteur pour l’individu ou la communauté.

#### Conception spirituelle de l'individu
Pour les Mandingues, chaque homme reçoit un corps neuf. Par contre, il est animé par quatre principes spirituels composant ou déterminant la personne :
- Le "ni" (l’âme),
- Le "dya" (le double) détermine le tempérament de l’individu mais aussi ses possibilités dans la vie. Il recevra ces deux principes lors de l’accouchement Ils sont puisés au réservoir familial. Le "ni" et le "dya"  sont hérités directement du défunt de la famille qui est mort immédiatement avant la naissance et quel que soit le sexe du défunt.
- Le "tere" se développe dans le fœtus au cours de la gestation. Il représente à la fois le caractère de l’homme, sa force, sa conscience. Cette force se dégage de l’individu de façon indépendante de sa volonté et peut être bonne ou mauvaise. C’est la partie de son être sensible aux influences extérieures, en particulier magiques. En fonction de la qualité de leur "tere", la fréquentation des personnes peut être source de maladie, de malchance ou d’infortune, ou par contre, de chance, de prospérité, de bonheur.
- Le "wanzo" est une force néfaste héritée d’une malédiction.

La circoncision et l'excision, ont pour but de définir symboliquement le sexe de l'individu, né à l'image du dieu androgyne[réf. nécessaire]. On retire à l'homme sa partie féminine, et à la femme sa partie masculine, ainsi le sexe est défini auprès de la communauté, des ancêtres et du divin, et donc cela diminue les risques des Wanzo[réf. nécessaire]. Parmi les Bambaras aujourd’hui musulmans dans leurs grandes majorités, certaines familles pratiquent l'excision en ayant oublié la cause pour laquelle ils la pratiquent, ou bien lui donnant d'autres raisons, car n'étant plus sous le prisme traditionnel[réf. nécessaire].

## Organisation sociale
La société bambara est structurée par plusieurs types d'institutions et d'usages comprenant les castes, les classes d'âge, les clans et la structure familiale.

### L'être social
- Le prénom ("toko") est donné à la naissance. On choisit le prénom que portait l’ascendant donateur du "ni"  et du "dya", ou celui d’une personne de la lignée paternelle ou maternelle. Le prénom marque donc autant l’individualité que l’appartenance à son groupe familial.

- Le nom ("jamu"). Dans une structure familiale ou la filiation est patrilinéaire, on porte le nom de famille ("dyamu") du père. Par delà l’appartenance à un groupe familial, le nom renvoie à des entités sociales plus vastes que sont les "kabilaw "et les "guwaw", les clans et les lignages. Tous les possesseurs d’un nom se considérant en fait comme parents car descendant d’un ancêtre commun qui a entamé le lignage. Outre l’ancêtre commun, l’ensemble du clan partage le même totem, la même devise.

- L’ancêtre. L’ancêtre fondateur du clan est le premier du clan qui entra en rapport avec les forces de la nature agents de Dieu. En général, par l’entremise d’un être fabuleux (esprit, animal, phénomène d’ordre atmosphérique ou astronomique), il en a reçu certaines connaissances qu’il transmit à sa descendance.

- L’interdit. L’attribution du nom confère à celui qui le porte, l’obligation de respecter un interdit ("tne"). Il s’agit en général d’un animal. Le plus souvent, l’animal a rendu service au fondateur du clan. Il lui a sauvé la vie, ou bien à la suite d’événements graves, l’ancêtre s’est transformé en animal. Tous ceux qui portent ce nom ne doivent ni tuer, ni surtout manger l’animal qui est leur "tne". En outre, on lui doit assistance comme tout membre de la famille. Toute transgression de ces règles risque de porter atteinte à l’intégrité physique et spirituelle de tout membre du clan par l’altération de ton tere. Par contre, le respect de l’interdit assure la protection du groupe qui l’observe.

- La devise. Au nom est généralement attachée une devise : le "barama" (traduction littérale : encouragement, éloge, flatterie). C’est un récit poétique, relatant l’origine du nom et les hauts faits des ancêtres, le "burudyu" (l’énoncé de la généalogie) du porteur. Cet exemple permet de comprendre la parole du "Komodibi" sur les propriétés de la parole. Dire à un homme son "barama", c’est l’honorer grandement car il évoque la gloire de ses ancêtres. À un malade, on récite son "barama" pour l’aider à guérir. Même mourant, cette récitation, qui est alors l’équivalent d’une prière, permet de renforcer son "tere" et l’aider dans son salut contre la mort.

- Le Senankuya "ou parenté à plaisanterie est une institution considérable également liée au nom de famille. Il relie par un lien de solidarité deux membres de la famille, deux familles ou deux ethnies. Par contre, ils ont la possibilité d’échanger des plaisanteries parfois graveleuses.

### La famille bambara
La famille bambara ("du") est caractéristique des familles des agriculteurs sédentaires soudano-sahéliens. Elle représente à la fois une unité d’habitation, une unité de consommation et une unité de production.
La famille est une chose fondamentale pour les Bambaras. Elle est la base de la vie sociale. Dans un pays en voie de développement où l’État n’a pas les moyens financiers pour organiser un système de protection sociale, ce sont les solidarités traditionnelles qui assurent les individus contre les aléas de la vie. L’élément principal de ces solidarités s’exprime dans la vie familiale.

#### Structure et organisation de la famille traditionnelle bambara
- La structure est de type étendu ou « grande famille »

Elle réalise la famille élargie constituée par le vieux père ou le frère aîné (le "jà" ou "dutigi"), son/ses épouses et enfants, ainsi que pour ses fils/frères cadets avec leurs épouses et enfants. Elle est constituée par un ensemble d’unités de base, les ménages.
- Les ménages

Bâtie sur un régime matrimonial caractérisé par la polygamie (pratiquée par 40 à 60 % des hommes). Chaque homme marié constitue un pôle autour duquel gravitent une ou plusieurs épouses et définissant le « ménage ». Chaque femme mariée et ses enfants célibataires forment des entités dénommées "gwada "(étymologiquement aux foyers, lieux de cuisson des aliments) au sein de la famille étendue. Les frères et sœurs d’une même mère sont appelés "baden "(enfants d’une même mère) par opposition aux "fadenw" (enfants du même père mais de mères différentes).
- Une structure très hiérarchisée

Les rapports entre les habitants de l’enclos domestique sont déterminés par une hiérarchie très marquée des positions. Les critères de classification sont l’âge, le sexe, le rang de génération.
Au sommet se trouve le "fa", membre masculin le plus âgé de la génération la plus ancienne. Après le "dutigi", viennent ses frères puînés, "dwaninw". Dans la génération suivante on retrouve les "denw", ceux ayant le statut d’enfants, c’est-à-dire ses propres enfants et ceux de ses" dwaninw". La troisième génération se compose de ses "môdenw" (petits-enfants).
Seuls les hommes exercent le pouvoir. Le groupe des "kulusitigiw" est formé par les vieux et les adultes masculins qui ont droit de siéger au conseil de famille, dirigé par le "dutigi". Les "denmisèniw" (jeunes) et les "musow" (femmes) sont exclus des décisions. Le groupe des "denmisèniw" regroupant les enfants considérés comme mineurs.
Dans la famille traditionnelle, les bénéficiaires des positions élevées imposent une distance sociale aux autres par des rapports d’autorité (père-fils ou aîné-cadet par exemple) et d’étiquette très forts (beaux-parents et gendre par exemple). Comme dans le domaine religieux, le moyen le plus courant de marquer cette distance consiste dans le fait que les éléments inférieurs ne peuvent s’adresser directement à leurs supérieurs et doivent faire appel à un tiers. Ainsi, à côté de ces rapports hiérarchiques, existent entre les membres de famille, des rapports de médiation qui atténuent la rigueur des rapports hiérarchiques.

#### Structure de la famille en tant qu'unité d'habitation
Chaque famille étendue ou « grande famille » utilise un espace physique unique bien déterminé appelé concession, clôturé ou non, où elle demeure et consomme les repas. La concession est la cellule de base de l’organisation du quartier ou du village. Elle abrite normalement plusieurs cases ou pièces. Les membres de la concession se répartissant dans les cases en fonction des critères d’âge et de sexe. Chaque femme habite une chambre. Les hommes ont aussi chacun une chambre appelée "cèso" dans laquelle il est interdit à toute personne d’entrer sans permission. Les enfants sont répartis par sexe et par âge. Les jeunes hommes célibataires habitent la même chambre. Les filles (jeunes filles et adolescentes) habitent aussi une chambre à elles. Les petits enfants habitent dans la chambre de leur mère.

#### La famille en tant qu'unité de consommation
Les membres de la famille s’approvisionnent à un grenier commun ainsi qu’aux greniers individuels qui complètent les besoins, situés dans la concession. De même, l’achat des biens de consommation se fait de façon collective.

#### La famille en tant qu'unité de production agricole
Le processus de production de type domestique obéit à des règles, du partage des terres à la division des tâches et du temps de travail de chaque membre selon l’âge et le sexe. Sur le plan de la division sociale du travail, l’homme et la femme s’acquittent l’un et l’autre des travaux agricoles mais les tâches ménagères demeurent l’apanage des femmes.
L’ensemble de la force de travail et des ressources dont dispose la famille étendue est mobilisé pour la culture du champ commun ("forobaforo"). Du point de vue de l’organisation du travail, en pays bambara, une grande partie de la semaine (en général quatre ou cinq jours) est réservée au travail sur le champ collectif. Le reste du temps est réservé au repos et au travail dans les champs de ménage et individuels. Les produits des champs familiaux servent à nourrir la famille, à payer les frais de premier mariage de chaque homme, à acheter les équipements collectifs et résoudre les autres problèmes collectifs. Cette économie agricole peu mécanisée, nécessite de nombreux bras. Le travail des femmes et des enfants est donc très important.

### Castes, classes et clans
Les castes comprennent : 
- Les nobles qui portent le nom de Horon
- Les hommes de caste artisans appelée Nyamakhala qui regroupe, (les griots les Dyeli, les forgerons Noumou, les cordonniers Lorho, les boisseliers Koulé). Les Bambaras font appel aux tisserands peuls, les Maboulé, pour le tissage. Bien que les Bambaras aient leurs travailleurs du bois les koulé, parfois des Laobés, artisans du bois peuls, leur vendent des productions.
- Les marabouts portent le nom de Finah.
- les captifs, appelés Dyon.

Les classes d'âge, Flanton en bambara, jouent un rôle très important dans la société bambara.
Le clan se définit par un patronyme, un ancêtre, une devise et un interdit.

## Économie
Les Bambaras vivent traditionnellement de l'agriculture, alors que les troupeaux de bovins et d'ovins sont confiés aux pasteurs Peuls. Les Bambaras pratiquent la récolte du miel.

## Galerie

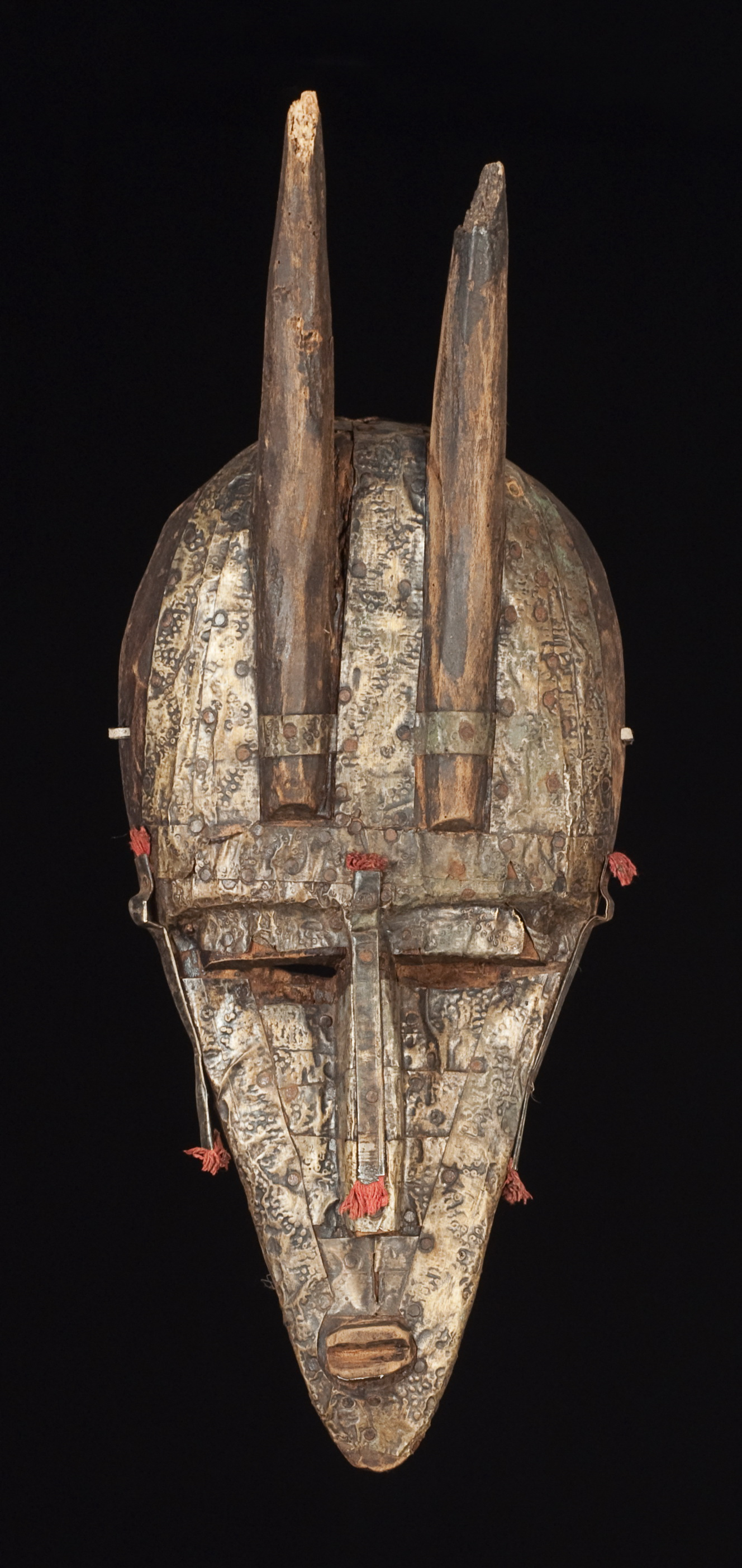
Masque bambara.
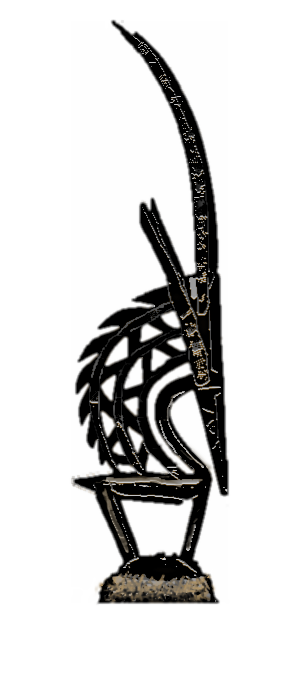
Masque cimier Ciwara (homme).
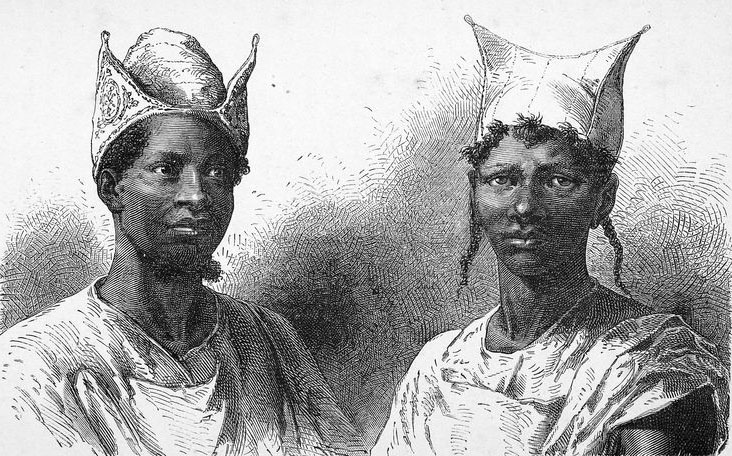
Coiffures bambaras (Afrique de l'Ouest).
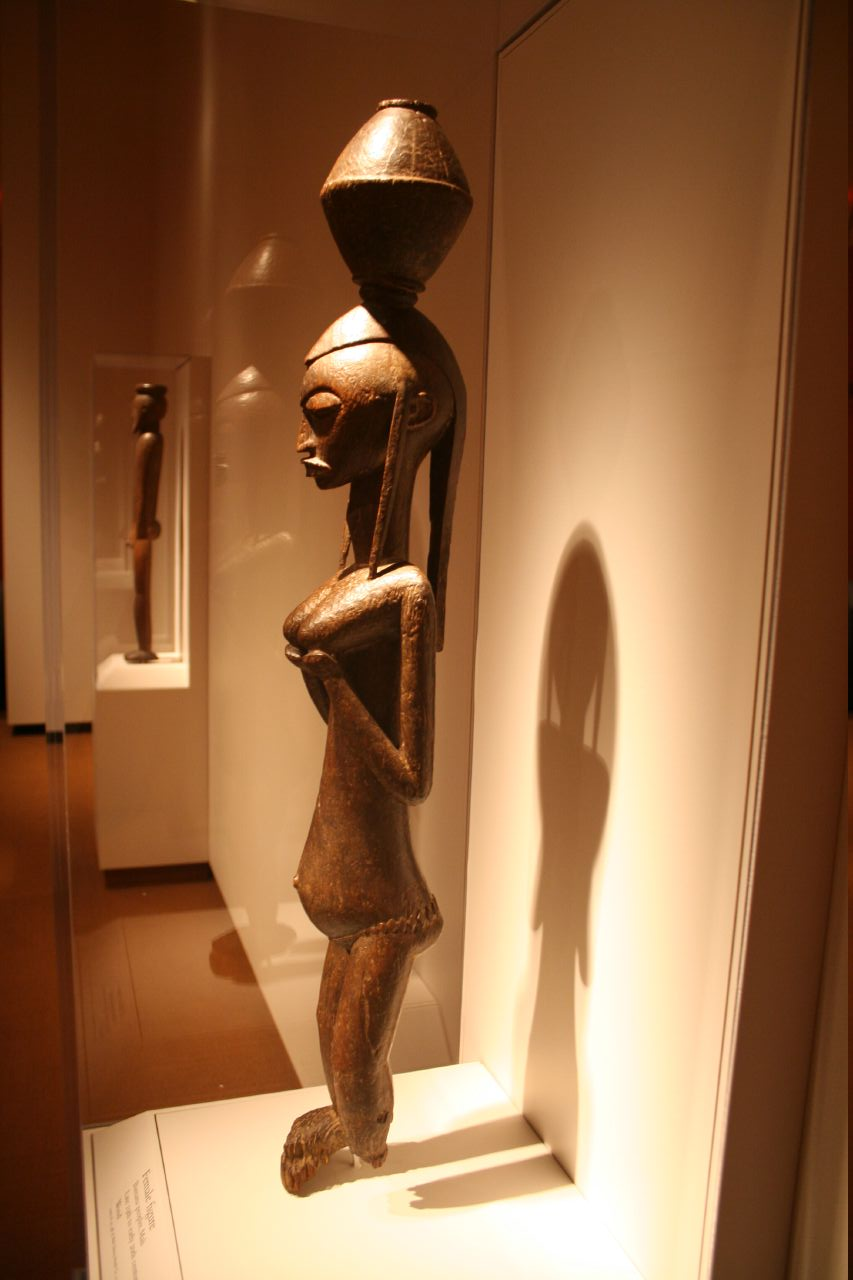
Statuette en bois de femme bambara (Musée de la Smithsonian Institution).
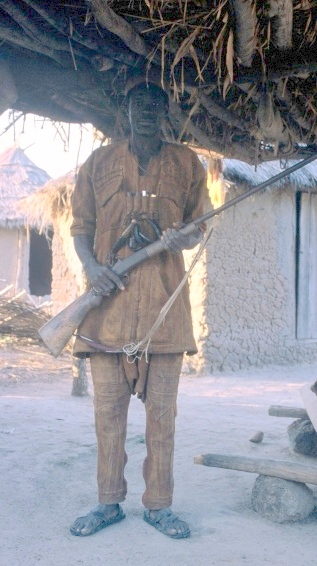
Chasseur bambara en tenue traditionnelle.